# Madhavnagar
Madhavnagar é uma vila no distrito de Sangli, no estado indiano de Maharashtra.

## Demografia
Segundo o censo de 2001, Madhavnagar tinha uma população de 10,993 habitantes. Os indivíduos do sexo masculino constituem 51% da população e os do sexo feminino 49%. Madhavnagar tem uma taxa de literacia de 74%, superior à média nacional de 59.5%: a literacia no sexo masculino é de 80% e no sexo feminino é de 67%. Em Madhavnagar, 12% da população está abaixo dos 6 anos de idade.